# Focaccia ragusana

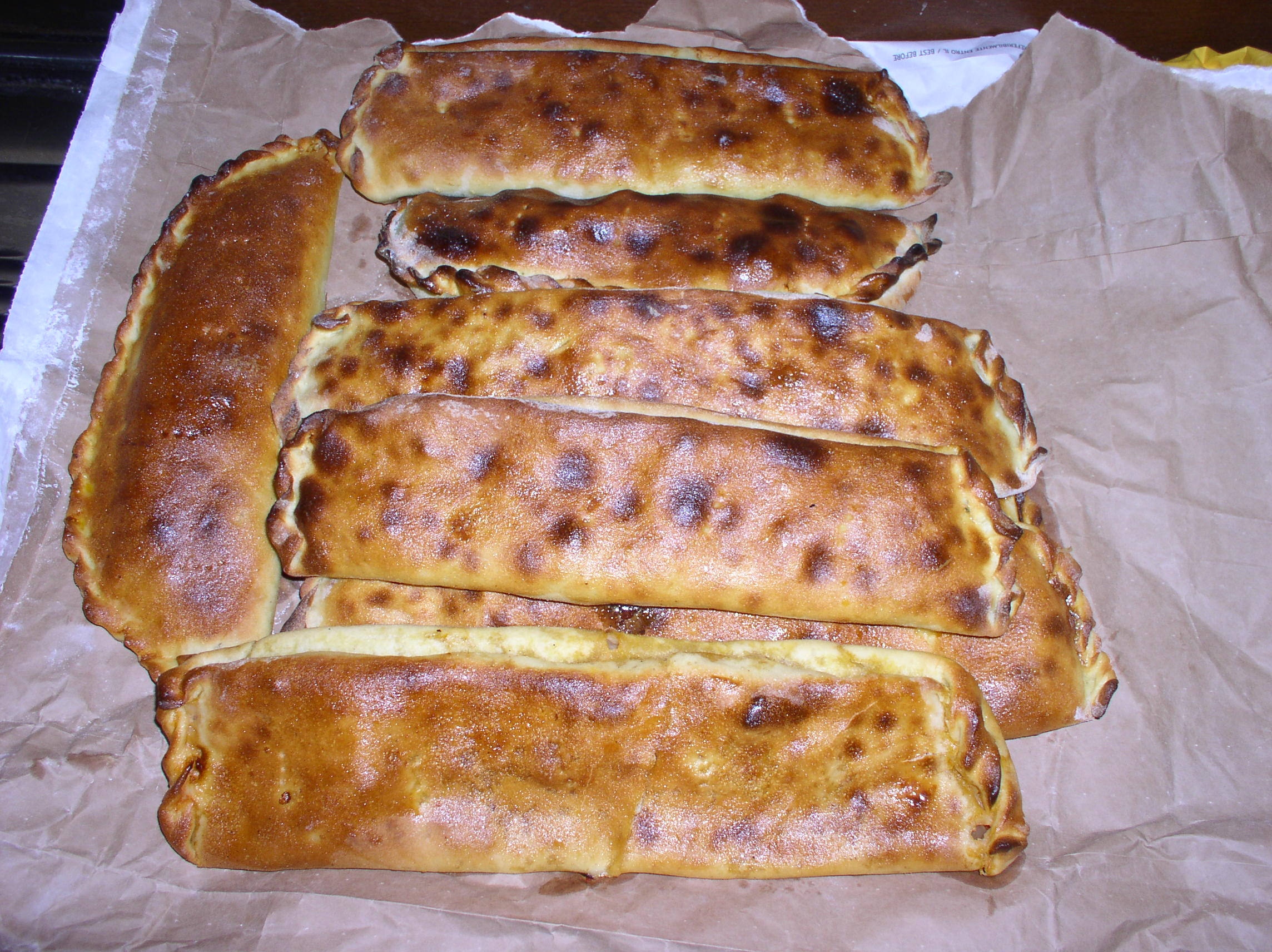
Scacce di varie forme, rettangolari e a semicerchio

La scaccia ragusana è un prodotto da forno tipico della provincia di Ragusa, in Sicilia. Si tratta di un piatto della tradizione gastronomica popolare, che consiste in condimenti di diversi tipi posti tra due o più strati di impasto simile al pane, con varianti geografiche. La scaccia viene consumata prevalentemente nel periodo natalizio, mentre l’impanata (la variante con agnello) viene consumata nel periodo pasquale.

## Origini
Le origini di questo piatto risalgono al XVII secolo. Tempo fa le scacce si preparavano raramente e solo con verdure di stagione, perché cucinate dai contadini che si nutrivano con alimenti poveri e solo con ciò che coltivavano.

## Consumo

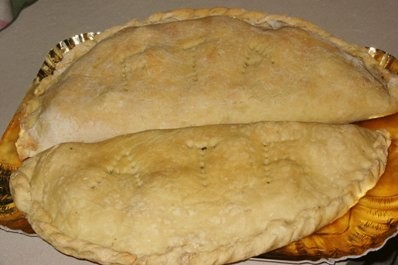
Scacce a semicerchio

Oggi vengono cucinate soprattutto durante la vigilia di Natale, sebbene delle famiglie legate alla tradizione le cucinino regolarmente ogni settimana. Grazie alla loro popolarità, sono diventate un simbolo della provincia di Ragusa e sono vendute in tutti i panifici e rosticcerie del territorio.
Probabilmente le scacce sono nate nel comune di Modica, dove ogni anno si tiene una sagra della "scaccia" nel mese di luglio. Ancora oggi Modica e Ragusa si contendono il merito dell'origine di questo piatto, ma senza riuscire a determinare chi fu il primo a usare questa ricetta.
A Modica viene usata la ricotta all’interno della scaccia e la si abbina alla cipolla, alle verdure o alla carne; si usa spesso anche il pomodoro e lo si abbina con le acciughe salate e prezzemolo. Nel siracusano invece si prediligono le patate con salsiccia e formaggio, o con verdure come la bietola.
In altre città siciliane esistono ricette simili. Nella provincia di Catania esiste la  "scacciata", a Palermo "l'impanata", anche se in questo caso non deve essere confusa con l'impanata di agnello tipica del ragusano.
Anche all'interno della stessa provincia di Ragusa esistono delle lievi differenze nella ricetta che variano nei comuni.

## Varianti

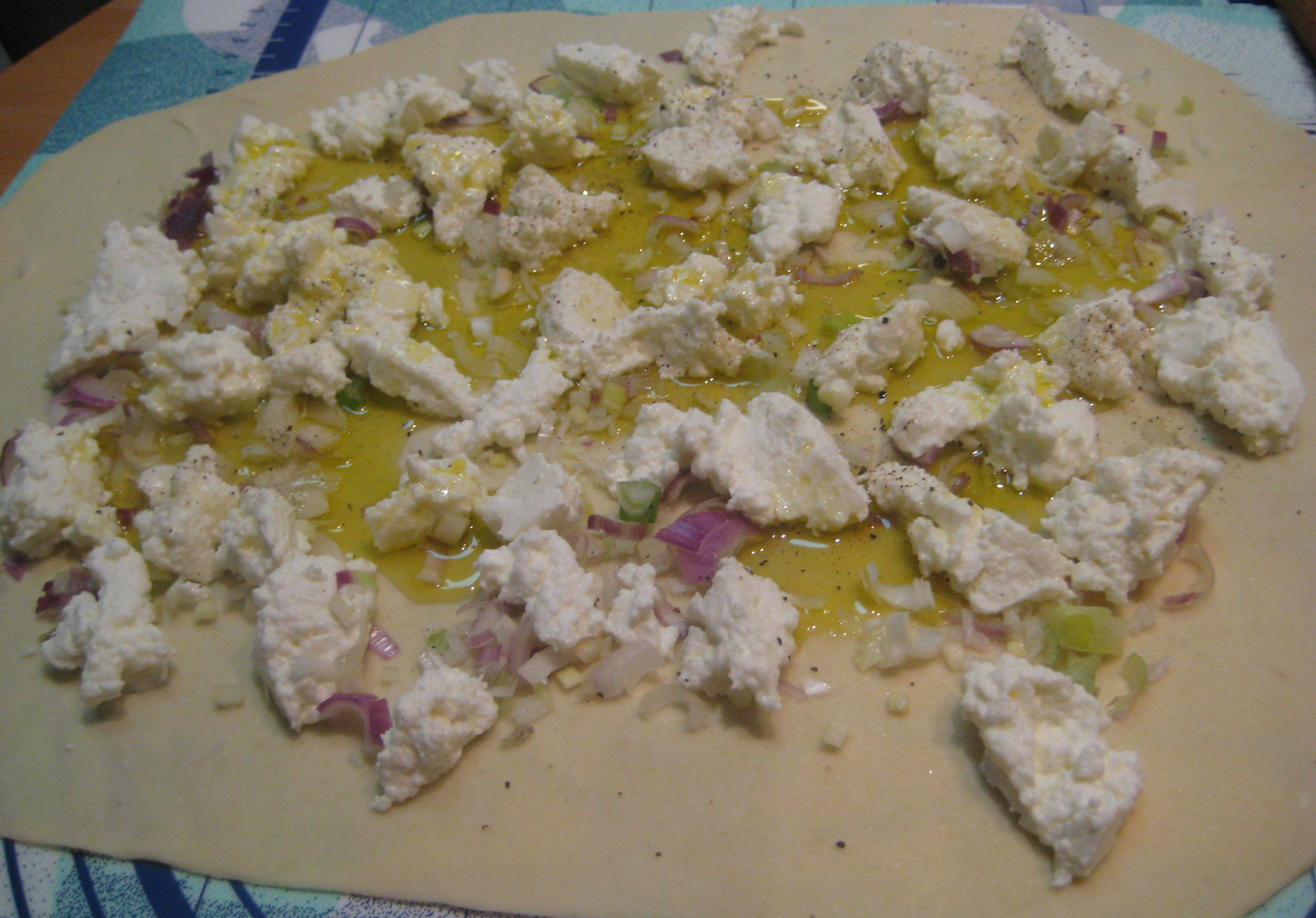
Condimento durante la preparazione di una scaccia

Gli ingredienti per la base della scaccia sono farina di grano duro, lievito, sale e olio. Per quanto riguarda il condimento ne esistono diverse varianti, tra cui:

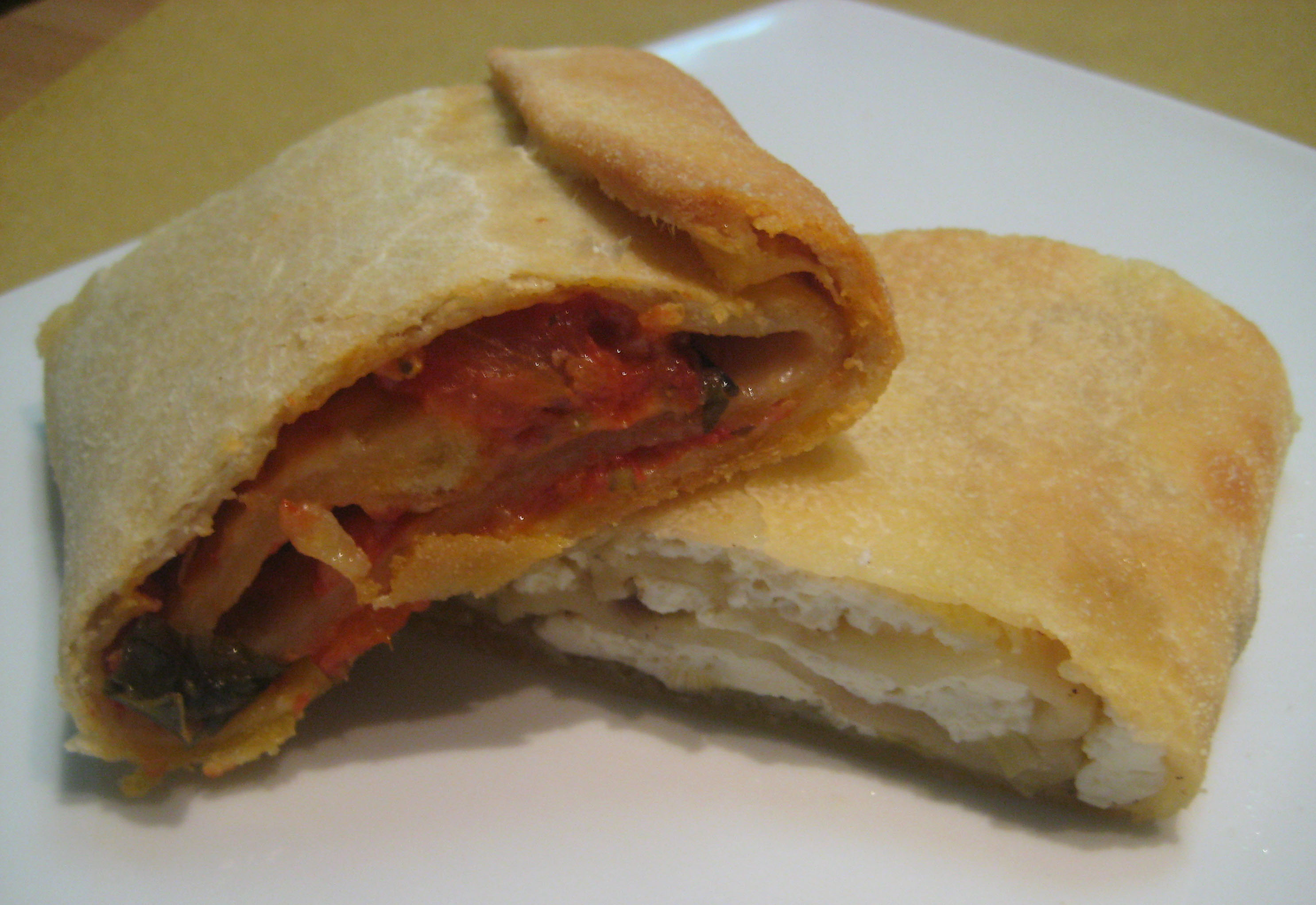
A sinistra la variante con pomodoro e basilico, a destra la variante con ricotta e salsiccia

1. Quella con salsa di pomodoro, foglie di basilico e caciocavallo stagionato tagliato a pezzi piccoli, in modo da sciogliersi durante la cottura. Questo tipo di scaccia assume la forma rettangolare, piegando varie volte uno strato di sfoglia e mettendo il condimento tra uno strato e l'altro di pasta. Popolare è anche la variante fatta con pezzi di pomodoro e col prezzemolo al posto del basilico,  mantenendo il caciocavallo tagliato a pezzi.
2. Quella con salsa di pomodoro, foglie di basilico e melanzane fritte.

Le melanzane vengono precedentemente tagliate in strisce sottili e successivamente vengono fritte nell'olio extravergine d'oliva. Il condimento viene amalgamato e steso tutto insieme sulla pasta rotonda della scaccia che poi viene piegata a metà in modo da farle assumere la forma di semi cerchio e successivamente chiusa con un bordino. Quest’ultima operazione è una vera e propria arte: ogni panettiere esegue il “djiru” o “rieficu” a modo suo, con trecce o motivi elicoidali. Il bordo però non deve essere troppo spesso perché potrebbe non cuocersi.
1. Quella con ricotta e salsiccia. La salsiccia viene presa cruda, tagliata a pezzettini e combinata con la ricotta. Anche questo tipo ha la forma rettangolare e ripiegata in varie parti come quella col pomodoro e caciocavallo.
2. Quella con ricotta e fave. Le fave vengono cotte in una pentola insieme a cipolle e basilico e successivamente mischiate con la ricotta. Questa variante assumerà la forma di semi cerchio, a causa della composizione molto compatta del condimento che non può essere distribuita molto facilmente.
3. Quella con ricotta e prezzemolo. Questo tipo è uno dei più comuni perché molto facile da comporre e leggero dal punto di vista calorico. Assume la forma rettangolare con la sfoglia che può essere o richiusa in più parti oppure arrotolata. La stessa procedura si applica sostituendo il prezzemolo con la cipolla.
4. Quella con bietola e patate dolci. Entrambi vengono tagliati in piccoli pezzi e messi a bollire. Vengono distesi sulla sfoglia che assumerà la forma di semi cerchio.
5. Quella con broccoli e capuliato. La capuliata viene preparata precedentemente con pomodori essiccati, basilico, aglio e origano che vengono messi a marinare. Poi vengono aggiunti i broccoli che vengono bolliti e alla fine viene fatta assumere la forma di semicerchio alla scaccia.
6. Quella con spinaci e uva passa. Gli spinaci vengono bolliti precedentemente e amalgamati con l’uva passa; alla fine, alla focaccia viene data una forma a semicerchio e la sfogliachiusa con un bordino.
7. Quella con broccoli e patate. Le patate vengono fatte bollire e poi sono tagliate in piccoli pezzi. Lo stesso accade per i broccoli; alla fine gli ingredienti vengono mischiati e la scaccia viene chiusa a mezza luna.
8. Quella con agnello, che però non viene chiamata scaccia, ma impanata. Alla carne di agnello ancora cruda viene aggiunta la cipolla e il prezzemolo, poi viene stesa sulla sfoglia che deve fuoriuscire di qualche centimetro dalla forma del pezzo di carne in modo tale da rialzare questa pasta in più per comporre un rivestimento laterale. Infine viene stesa un'altra sfoglia che funge da coperchio e che verrà fatta combaciare con il bordo, in modo da sigillare il trancio di carne in tutti i lati. La forma complessiva dell'impanata sarà rotonda e con un'altezza di circa 5 centimetri. Negli ultimi anni si sono diffuse le varianti dell'impanata, come ad esempio quelle di pesce o di tacchino, anche se quella di agnello rimane la preferita dei ragusani. In alcuni periodi di povertà, a causa di scarsità di alimenti, venivano prodotte le impanate con carne di piccione.
9. La campagnola è un genere di scaccia molto grande e con il condimento formato da salsa di pomodoro, basilico e caciocavallo ragusano. La preparazione richiede grandi quantità di pasta e di salsa, perché vengono incolonnati dieci strati di sfoglia e tra questi vengono inseriti dei pezzi di caciocavallo, pomodoro e basilico. Dopo l'incolonnamento, le viene data una forma circolare e chiusa da uno strato spesso di pasta, verrà infornata fino a quando il coperchio non assumerà un colore dorato. La campagnola si distingue dalla classica scaccia pomodoro e basilico per lo spessore degli strati, in quanto nella campagnola sono estremamente sottili, al punto tale da rendere la preparazione maggiormente complicata.

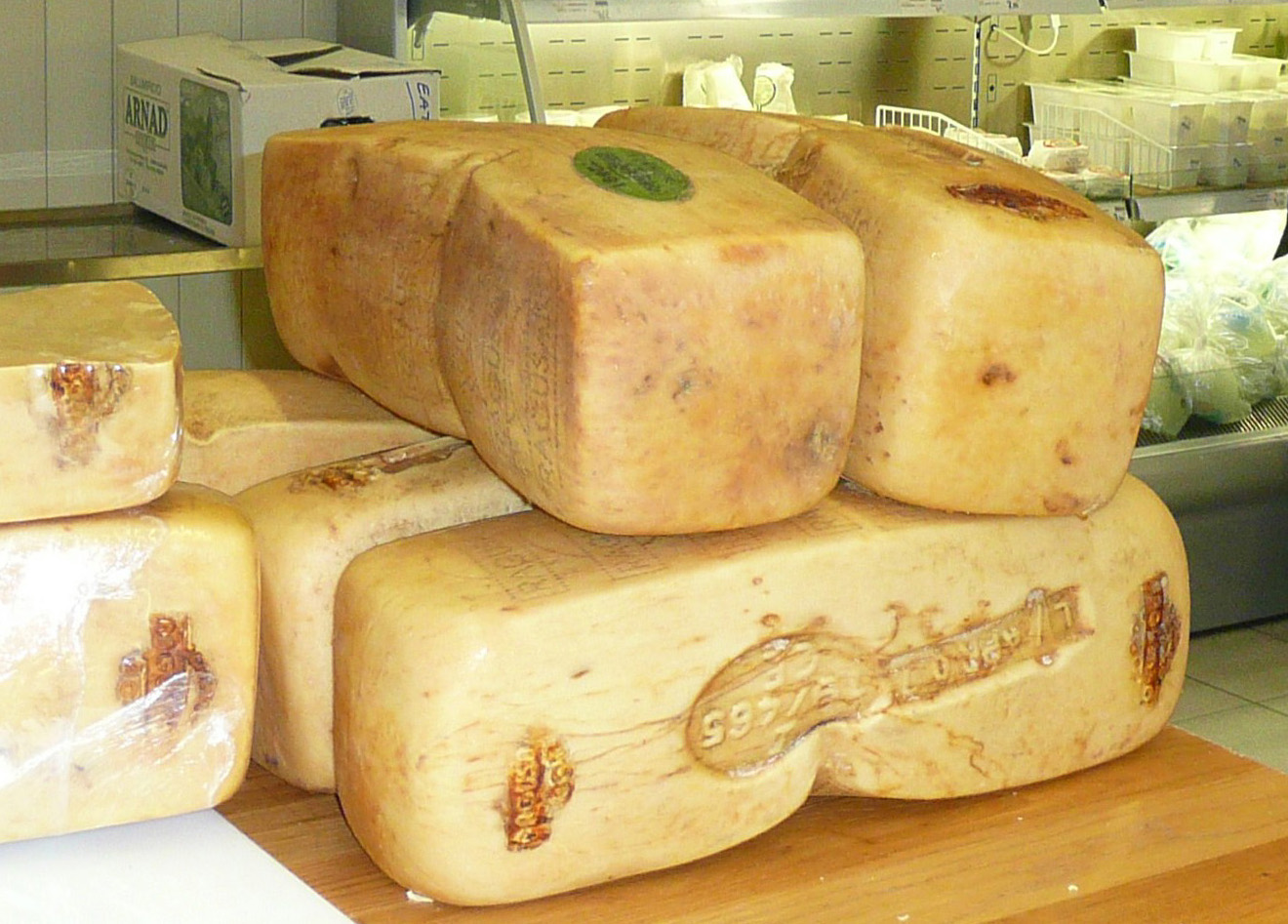
Caciocavallo stagionato, elemento base delle scacce

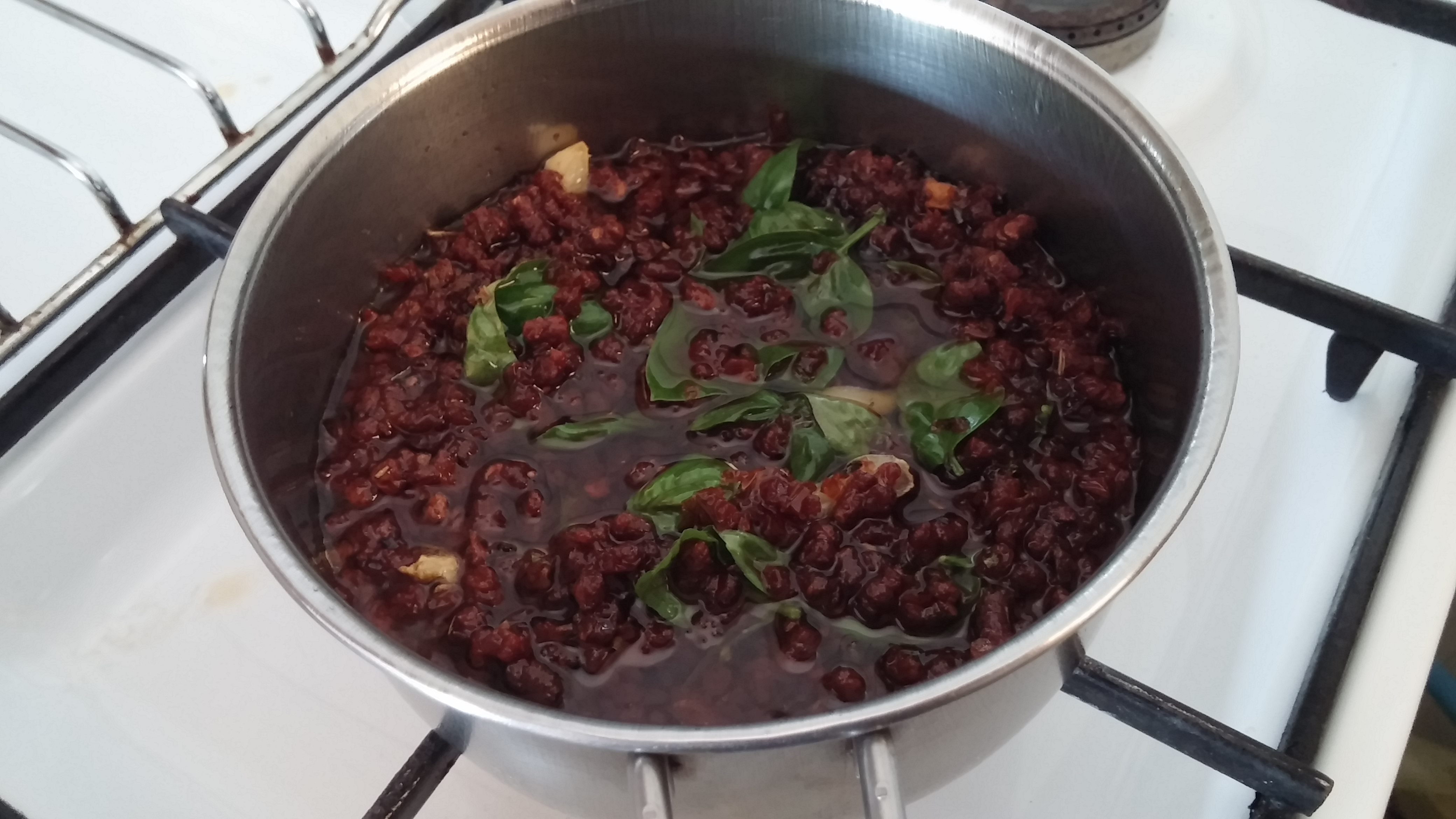
Capuliato

Le scacce si differenziano in base alla forma e al condimento, tra cui troviamo i tipi che vengono chiamati: scacce, pastieri, impanate, sfuogghiu, a mienzu furnu, inturciniati. Il tipo più comune è quello delle scacce "inturciniate", dove la sfoglia viene ripiegata su sé stessa più volte e con il condimento tra i vari strati. I pastieri sono le scacce rotonde, come l'impanata e la campagnola, che spesso sono più alte degli altri tipi ed hanno un rivestimento di pasta più spesso. La focaccia a "mienzu furnu" è a forma di semi cerchio, ottenuta da una base rotonda di pasta che poi viene piegata in due e chiusa tramite il "djiru" per evitare che il condimento all'interno fuoriesca.
Per ciascuno di questi tipi si devono seguire delle "regole" che permettono la buona riuscita delle scacce come, ad esempio, spennellare con olio le superfici e i bordi prima di infornarle, oppure bucare la parte superiore in modo tale che il vapore all'interno possa fuoriuscire. La sfoglia della scaccia deve essere molto sottile ma al tempo stesso anche resistente. Spesso agli ingredienti base viene aggiunto del succo di limone (in questo caso l'impasto viene chiamato "pasta tenera"). Il succo dei limoni dona alla struttura dell'impasto elasticità e permette di stirare sottilmente la sfoglia riducendo al minimo il rischio di rottura.

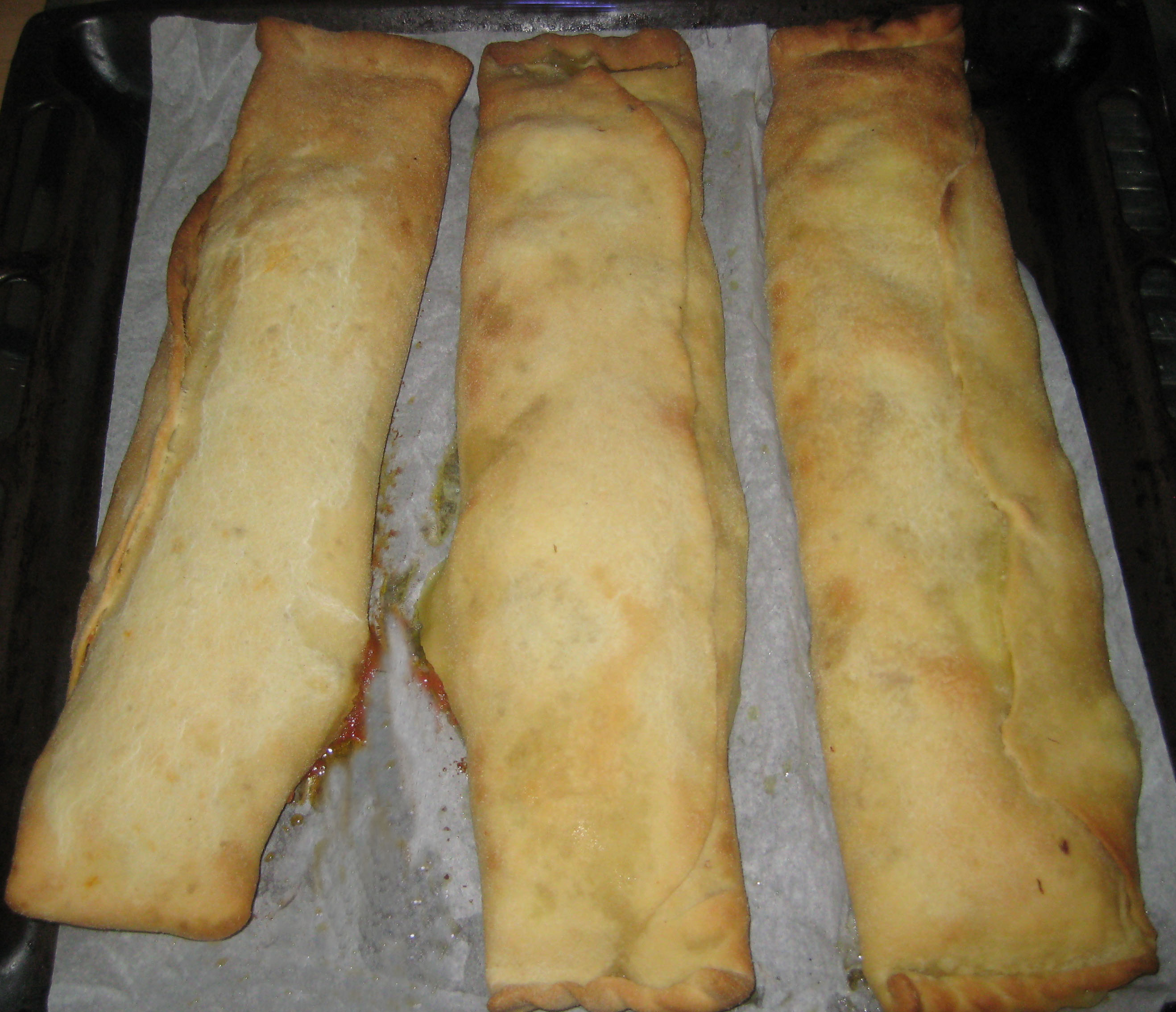
Scacce a forma rettangolare prima della cottura